# Peruvia nigromarginata
Peruvia nigromarginata is een rechtvleugelig insect uit de familie veldsprinkhanen (Acrididae). De wetenschappelijke naam van deze soort is voor het eerst geldig gepubliceerd in 1875 door Scudder.